# أنطون لامبا
انطون امبا (بالألمانية: Anton Lampa) (و. 1868 – 1938 م) هو فيزيائي، وأستاذ جامعي من النمسا . ولد في بودابست.
وكان عضواً في الأكاديمية الألمانية للعلوم ليوبولدينا .
توفي في فيينا ، عن عمر يناهز 70 عاماً.

## مناصب وهيئات
أدار جامعة فيينا.